# 環紋圓天竺鯛
環紋圓天竺鯛（学名：Sphaeramia orbicularis），又名紅尾圓竺鯛、大面側仔、大目側仔，为輻鰭魚綱鈎頭魚目天竺鯛科圓竺鯛屬下的一个种，分布於印度洋及太平洋大部分地區的沿海，包括東非近海、吉里巴斯、琉球群島、新喀里多尼亞、加羅林群島和馬里亞納群島等，深度0至5公尺，本魚體橢圓，高而側扁，頭大、眼大、口大且斜裂，頜齒細小，鋤骨和腭骨通常具齒，舌上無齒，鰓蓋骨後緣棘不發達，體被圓鱗，體色銀白色，從背鰭硬棘起點到肛門前方有一條深色橫帶、身體、頭部和第一背鰭鰭膜上有散布的深色斑點，腹鰭深色，背鰭硬棘8枚、背鰭軟條9枚、臀鰭硬棘2枚、臀鰭軟條9枚，體長可達10公分，棲息在沿海紅樹林、海灣、岩石有遮蔽的海域，小群活動，夜行性，以浮游生物為食，繁殖期時，雄魚具有口孵習性，卵約7日化成仔魚，由雄魚吐出，具短暫的仔魚飄浮期，生活習性不明，可做為觀賞魚。